# Josué Báez
Josué Enrique Báez Castillo (* 23. Mai 2002) ist ein dominikanischer Fußballspieler.

## Karriere

### Verein
Im Sommer 2020 wechselte Josué Báez von Club Barcelona Atlético zum Delfines del Este FC. Anfang 2021 zog es ihn weiter zu Atlético Pantoja, bei welchem er auch in der CONCACAF Champions League 2021 eingesetzt wurde. Seit Anfang 2022 ist er bei Universidad O&M FC unter Vertrag.

### Nationalmannschaft
Mit der dominikanischen U17 nahm er unter anderem an der CONCACAF U-17-Meisterschaft 2019 teil. Anschließend wurde er bei der U20 in der Qualifikation für die CONCACAF U-20-Meisterschaft 2022 eingesetzt. Zuvor debütierte er bereits in der U23, bei der er seine ersten Einsätze beim Qualifikationsturnier für die Olympischen Sommerspiele 2020 hatte.
Mit der U22 folgte eine Teilnahme an den Zentralamerika- und Karibikspielen 2023.